# Lycopodiella copelandii
Lycopodiella copelandii är en lummerväxtart som först beskrevs av Eiger, och fick sitt nu gällande namn av Raimond Cranfill. Lycopodiella copelandii ingår i släktet strandlumrar, och familjen lummerväxter. Inga underarter finns listade i Catalogue of Life.